# Psylla vasiljevi
Psylla vasiljevi är en insektsart som beskrevs av Sulc 1915. Psylla vasiljevi ingår i släktet Psylla och familjen rundbladloppor. Inga underarter finns listade i Catalogue of Life.